# Soanierana Ivongo (stad)
Soanierana Ivongo is een stad in Madagaskar, gelegen in de regio Analanjirofo. De stad telt 37.168 inwoners (2005).

## Geschiedenis
Tot 1 oktober 2009 lag Soanierana Ivongo in de provincie Toamasina. Deze werd echter opgeheven en vervangen door de regio Analanjirofo. Tijdens deze wijziging werden alle autonome provincies opgeheven en vervangen door de in totaal 22 regio's van Madagaskar.

## Infrastructuur
Naast het basisonderwijs biedt de stad zowel middelbaar als hoger onderwijs aan. Tevens beschikt de stad over haar eigen luchthaven en een haven.

## Economie
Landbouw biedt werkgelegenheid aan 80% van de beroepsbevolking. Het belangrijkste gewassen in Soanierana Ivongo zijn kruidnagel en lychee, terwijl andere belangrijke producten koffie, rijst en vanille betreffen. In de dienstensector werkt 15% van de bevolking. Daarnaast werkt 5% van de bevolking in de visserij.